# Judex (1916)
Judex ist ein zwölfteiliges französisches Stummfilm-Serial von Louis Feuillade aus den Jahren 1916 bis 1917 über einen der ersten verkleideten Rächer der Filmgeschichte. In den Vereinigten Staaten erschienen unter dem Titel The Hand of Vengeance. Nachdem die beim Publikum erfolgreichen Serien Fantomas und Die Vampire von der Filmkritik für angebliche Verherrlichung des Verbrechens harsch attackiert wurden, erschuf Louis Feuillade zusammen mit Arthur Bernède einen gesetzestreuen Helden, der mitunter Züge von Batman vorwegnimmt. Im Jahr 1918 folgte eine zweite Serie unter dem Titel La nouvelle mission de Judex.

## Handlung
Der betrügerische Bankier Favraux erhält eine mit Judex (lateinisch ‚Richter‘) unterzeichnete Aufforderung, seinen Opfern den Schaden zu ersetzen, ansonsten würde er den Tag nicht überleben. Favraux ignoriert die Botschaft und wird daraufhin prompt auf der am Abend stattfindenden Verlobungsfeier für seine Tochter vergiftet. Diese findet eine Botschaft von Judex und spendet, nachdem sie von ihres Vaters Sekretär Vallières erfahren hat, dass der Bankier ein Krimineller war, das gesamte Erbe der Wohlfahrt. Später stellt sich heraus, dass Favraux nicht wirklich tot ist, Judex hat ihn vielmehr betäubt und entführt, um ihn in den Kellern des Château rouge in lebenslanger Gefangenschaft für seine Verbrechen büßen zu lassen. Als das Verbrecherpaar Diana Monti und Robert Morales dies erfahren, versuchen sie Favraux in ihre Hände zu bekommen, um das von seiner Tochter ausgeschlagene Vermögen zurückzufordern. Es folgen verwickelte Entführungs- und Erpressungsaktionen, in deren Verlauf Judex mehrfach Jacqueline Favraux retten muss, wobei er sich in sie verliebt und daher mit seiner Mission als Rächer in Konflikt kommt.

## Episoden
| Nr. | Titel                                                                | Datum            | Länge  |
| --- | -------------------------------------------------------------------- | ---------------- | ------ |
| 1   | Prologue / L’Ombre mystérieuse (The Mysterious Shadow)               | 19. Januar 1917  | 1262 m |
| 2   | L’Expiation (Atonement)                                              | 27. Januar 1917  | 660 m  |
| 3   | La Meute fantastique (The Fantastic Hounds)                          | 3. Februar 1917  | 762 m  |
| 4   | Le Secret d’une tombe (The Secret of the Tomb)                       | 10. Februar 1917 | 488 m  |
| 5   | Le Moulin tragique (The Tragic Mill)                                 | 17. Februar 1917 | 742 m  |
| 6   | Le Môme réglisse (The Licorice Kid)                                  | 24. Februar 1917 | 816 m  |
| 7   | La Femme en noir (The Woman in Black)                                | 3. März 1917     | 853 m  |
| 8   | Les Souterrains du château rouge (The Dungeons of the Chateau Rouge) | 10. März 1917    | 638 m  |
| 9   | Lorsque l’enfant parut (When the Child Appears)                      | 17. März 1917    | 600 m  |
| 10  | Le Secret de Jacqueline (The Heart of Jacqueline)                    | 24. März 1917    | 484 m  |
| 11  | L’Ondine … et Sirène (The Water Sprite)                              | 31. März 1917    | 427 m  |
| 12  | Le Pardon d’amour (The Forgiveness of Love)                          | 7. April 1917    | 436 m  |

## DVD-Veröffentlichung
Vereinigte Staaten: Judex. Flicker Alley 2004. 2 DVD, Region 1/NTSC, nur englische Zwischentitel. Extras: 18-minütiges Feature über den neuen Score von Robert Israel.